# Maëva Pasquali
Pour les articles homonymes, voir Pasquali.

Maëva Pasquali est une actrice française.

## Biographie
En déc. 2023, Maëva Pasquali participe, en trio avec Thomas Séraphine et Emmanuel De la Baume, à la parodie « C pas nous » sur la chaîne YouTube Les Incorrectibles d'Eric Morrillot.

## Filmographie

### Cinéma
- 2008 : Passe-passe de Tonie Marshall
- 2011 : Polisse de Maïwenn
- 2012 : Les Infidèles d'Emmanuelle Bercot, Fred Cavayé, Alexandre Courtès, Jean Dujardin, Michel Hazanavicius, Éric Lartigau et Gilles Lellouche

### Télévision
- 2003 : Lola, qui es-tu Lola ? de Michel Hassan et Hervé Renoh (série télévisée)
- 2003 : Valentine d'Éric Summer
- 2005 : Vénus et Apollon (saison 1)
- 2006 : Marie Besnard, l'empoisonneuse de Christian Faure
- 2006 : Diane femme flic Épisode Jalousie : Béatrice Devailly de Jean-Pierre Guérin
- 2006 : Merci, les enfants vont bien : 3 épisodes
- 2007 : Je hais les vacances de Sébastien Grall
- 2009 : Vénus et Apollon (saison 2)
- 2009 - 2010 : Un village français (série télévisée)
- 2010 : Monsieur Julien de Patrick Volson
- 2010 : 1788... et demi (série télévisée)
- 2011 : Mister Bob de Thomas Vincent
- 2012 : La Nouvelle Maud : 4 derniers épisodes de la saison 2 : Mathilde
- 2012 : À dix minutes des naturistes de Stéphane Clavier
- 2013 : Le Bal des secrets de Christophe Barbier
- 2014 : Duel au soleil d'Olivier Guignard
- 2014 : Interventions d'Éric Summer
- 2014 : Les Fusillés de Philippe Triboit
- 2014 - 2022 : Clem : Inès
- 2016 : Frères à demi de Stéphane Clavier
- 2017 : Capitaine Marleau (La mémoire enfouie) de Josée Dayan
- 2018 : La Malédiction de Provins : Isabelle
- 2019 : Candice Renoir : Bélinda Muller, la sœur cadette de Candice
- 2022 : Un si grand soleil-  : Léonor